# Topografov Island
Topografov Island (russisch Остров Топографов Ostrow Topografow, deutsch ‚Topographeninsel‘) ist eine Insel vor der Ingrid-Christensen-Küste des ostantarktischen Prinzessin-Elisabeth-Lands. In den Vestfoldbergen liegt sie nördlich von Partizan Island im nördlichen Teil der Einfahrt zum Langnes-Fjord.
Norwegische Kartographen kartierten sie anhand von Luftaufnahmen der Lars-Christensen-Expedition 1936/37. Weitere Luftaufnahmen entstanden bei der US-amerikanischen Operation Highjump (1947–1948), bei den  Australian National Antarctic Research Expeditions zwischen 1954 und 1958 sowie bei einer sowjetischen Antarktisexpedition im Jahr 1956. Wissenschaftler letzterer Forschungsreise benannten sie auch. Das Advisory Committee on Antarctic Names übertrug diese Benennung 1970 in einer Teilübersetzung ins Englische.